# Antonio Calvache
Antonio Calvache Gómez de Mercado (Córdoba, 7 de febrero de 1896 - Madrid, 30 de enero de 1984) fue un torero, actor, fotógrafo y realizador de cine español. 

## Biografía

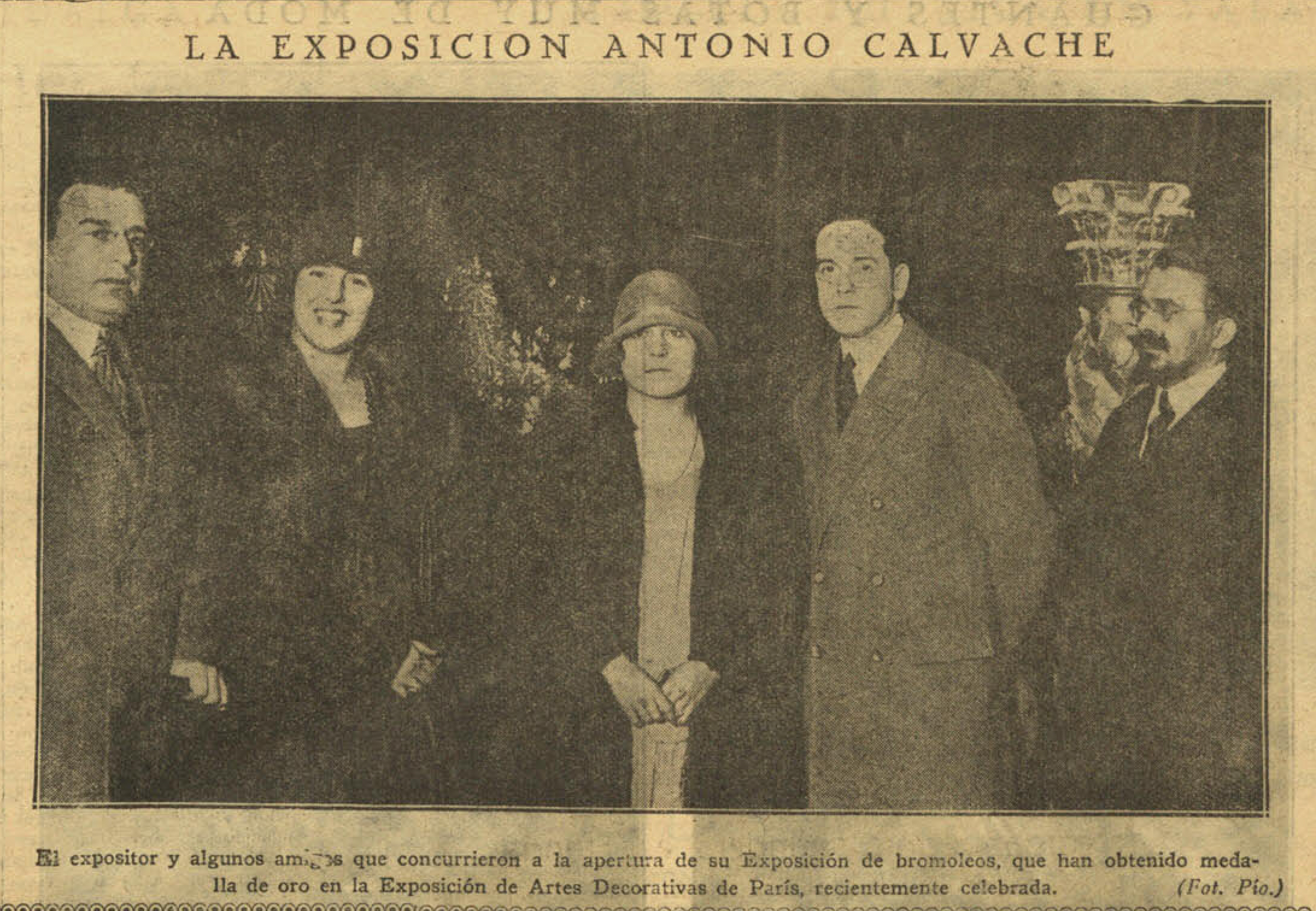
Calvache en una exposición de bromóleos en 1926

Fue bautizado en la iglesia de San Miguel, de Jerez de la Frontera, donde transcurrió su infancia y adolescencia antes de trasladarse a Madrid. Era hermano pequeño de los también fotógrafos Diego Calvache Gómez de Mercado (1882-1919) y José Calvache Gómez de Mercado —que firmaba con el nombre de «Walken»—, asesinado en una de las sacas de las matanzas de Paracuellos del Jarama durante la guerra civil española. Como fotógrafo colaboró con Blanco y Negro, La Unión Ilustrada y La Esfera.
Debutó como actor en el cine en La España trágica o Tierra de sangre, en 1918; prosiguió en esta labor en Currito de la Cruz (1926). Como realizador dirigió: La chica del gato (1927), Los vencedores de la muerte (1927), El derrumbamiento del Ejército Rojo (1939) y Boy (1940). Falleció en 1984, a la edad de ochenta y siete años.